# Летний театр (Сочи)
Ле́тний теа́тр па́рка им. М. В. Фру́нзе — культурно-досуговое учреждение на территории Парка имени М. В. Фрунзе в микрорайоне Светлана Хостинского района города Сочи, Краснодарский край, Россия.
Театр построен в 1937 году по проекту архитектора В. С. Кролевца. Восстановлен в 2013 году предпринимателем А. М. Фроленковым. Вмещает 800 зрителей.
После долгого перерыва Летний театр Сочи открылся в мае 2013 года гастролями Кабаре Кубана под руководством одного из ведущих хореографов мира Сантьяго Альфонсо.
На его сцене выступали известнейшие российские исполнители: Святослав Рихтер, оркестр Вероники Дударовой, Вольф Мессинг, Э. Пьеха, В. Толкунова, А. Маршал, Кубанский казачий хор, вокально-инструментальные ансамбли «Песняры», «Голубые гитары», а также сочинские молодёжные рок-группы, такие как «Анестезия», «Щастье», «БСП» и др.

## Адрес
- 354000 Россия, г. Сочи, ул. Черноморская, 11